# バレーボールレバノン男子代表
バレーボールレバノン男子代表は、バレーボールの国際大会で編成されるレバノンの男子バレーボールナショナルチームである。

## 歴史
1949年に国際バレーボール連盟へ加盟。1950年代に行われた第2回大会の1952年世界選手権に初出場を果たした古参チームである。アジア選手権は初出場の1979年アジア選手権以来、長らく出場が途絶えていたが、2009年に30年ぶり2回目の出場を果たし、2010年1月付のFIVBランキングは85位から61位へと上昇した。

## 過去の成績

### オリンピックの成績
- 出場なし

### 世界選手権の成績
- 1952年 - 9位

### アジア選手権の成績
- 1979年 - 13位
- 2009年 - 11位